# Saronno
Saronno ist eine Gemeinde in der Provinz Varese in der Region Lombardei.

## Geografische Lage
Die Stadt Saronno liegt nordwestlich von Mailand, auf halbem Weg zum Flughafen Mailand-Malpensa. Die Entfernung von der Alpen-Südkante im Norden beträgt ca. 40 km. Die Gemeinde umfasst eine Fläche von 10,86 km². Zu Saronno gehören die zwei Fraktionen Cassina Ferrara und la Colombara. Die Gemeinde Saronno grenzt im Norden an Rovello Porro, im Nordosten an Cogliate, im Osten an Ceriano Laghetto und Solaro, im Süden an Caronno Pertusella und Origgio sowie im Westen an Uboldo und Gerenzano.

## Stadtgliederung
Im Innenstadtbereich um das Stadtzentrum herum befinden sich die Zonen Prealpi (nördlich), Piscina (östlich) und Santuario (westlich). Der kleine Fluss Lura durchzieht die Stadt in Nord-Süd-Richtung und ist im Stadtkern meist überbaut.

## Klima
Als Teil des italienischen Kernlandes entfernt von Küsteneinfluss liegt Saronno in der kontinentalen, semi-humiden, subtropischen Zone (B2sh). Typisch für die Gegend ist eine allgemeine Windarmut; es gibt nur wenige Starkwindtage. Der mäßige Niederschlag fällt inhomogen und konzentriert sich auf einzelne, ergiebige Schauer. Die Windarmut, die flache Po-Ebene und die dichte Besiedelung der Region begünstigen das Auftreten von Smog.

## Geschichte
Die Lage wurde erstmals im Jahre 796 dokumentarisch erwähnt. Im besagten Dokument erklärt Johannes de Vico Salomno, für die Verpfändung seiner Güter Vico Salomno von Erminaldo einen Geldbetrag erhalten zu haben. Im Nachgang trug die Ansiedlung verschiedene Namen, darunter Solomno, Serogno, Sorogno, Serono und Sarono.
Das zur Gemeinde Nerviano gehörende Dorf Saronno wird in den Statuten der Straßen und Gewässer der Grafschaft Mailand erwähnt und war eine der Gemeinden, die zur Instandhaltung der Bollate-Straße beitrugen (1346). Im Jahr 1491 übertrug Ludovico Sforza Saronno als Lehen an Cecilia Gallerani. Das Lehen ging dann 1499 an Giovanni Stefano Castiglioni über. Im Jahr 1525 wurde das Lehen zusammen mit dem Grafentitel an den Ritter Giovanni Antonio Biglia verschenkt. Im 16. Jahrhundert gab es in der Gemeinde Konsuln, die für die Verteilung und Einziehung der Steuern zuständig waren, und einen Canepario, der die Kasse der Gemeinde verwaltete. Im 17. Jahrhundert gab es in Saronno einen allgemeinen Rat, der sich aus den Oberhäuptern der Familien des Dorfes zusammensetzte und beim Klang der Glocke tagte. Die Beratungen des Rates waren nur gültig, wenn mindestens zwei Drittel der Männer der Gemeinde anwesend waren. Da es schwierig war, genügend Personen zusammenzubringen, um die Beschlussfähigkeit zu gewährleisten, wurde der Mailänder Senat mehrmals um eine Ausnahmegenehmigung gebeten, aber die Sitzungen waren trotzdem gültig. Der Rat wählte 12 Räte oder Regenten, von denen zwei die Rolle des Konsuls übernahmen. Der so gebildete Rat wurde als ordentlicher Rat bezeichnet. Eine Pestwelle suchte die Stadt 1629 heim und forderte 1.500 Opfer.
Nach den knappen Antworten auf 45 Fragen des zweiten Volkszählungsrates von 1751 wurde das Gebiet von Saronno an den Grafen Gaspare Biglia belehnt, dem es 48 Lire für Lehnsrechte zahlte. Die Rechtspflege wurde dem Podestà, damals Francesco Cola, anvertraut, der in Mailand residierte und ein Gehalt von 230 Lire erhielt. Der Leutnant des Podestà, Giulio Leinati, wohnte jedoch in Saronno und wurde nicht von der Gemeinde bezahlt. Der Konsul schwor einen Eid auf die kriminellen Banken von Mailand und Gallarate. Die Cassina Colombara war der Gemeinde unterstellt. Der Rat bestand, wie im vorigen Jahrhundert, aus 12 Ratsmitgliedern und zwei Konsuln, die die Verteilungen verwalteten und regelten. Die Konsuln wurden jedes Jahr aus den Reihen der Ratsmitglieder selbst gewählt, immer mit dem Rat und der Zustimmung der ersten Schätzer. Der Kanzler wohnte in dem Gebäude und war für die öffentlichen Akten zuständig, die in einem besonderen Raum aufbewahrt wurden. Das Gehalt des Sachbearbeiters betrug 240 Lira pro Jahr, zuzüglich der Freistellung von persönlichen Pflichten und einiger Überstunden.
Ein Brand zerstörte am 18. März 1827 das Viertel San Cristoforo, woran heute noch das Monumento della Riconoscenza erinnert. Nach der vorübergehenden Vereinigung der lombardischen Provinzen mit dem Königreich Sardinien wurde die Gemeinde Saronno mit 6.006 Einwohnern, die von einem fünfzehnköpfigen Gemeinderat und einem zweiköpfigen Stadtrat verwaltet wurde, auf der Grundlage der durch das Gesetz vom 23. Oktober 1859 festgelegten Gebietsaufteilung in den dritten Bezirk von Saronno, Bezirk IV von Gallarate, Provinz Mailand, eingegliedert. Bei der Gründung des Königreichs Italien im Jahr 1861 hatte die Gemeinde 6.066 Einwohner (Volkszählung 1861). Nach dem Gemeindegesetz von 1865 wurde die Gemeinde von einem Bürgermeister, einem Rat und einem Ausschuss verwaltet. Im Jahr 1867 wurde die Gemeinde in denselben Bezirk, Kreis und dieselbe Provinz eingegliedert (Verwaltungsbezirk 1867). 1869 wurde die aufgelöste Gemeinde Cassina Ferrara mit der Gemeinde Saronno zusammengelegt (Königlicher Erlass 4949 vom 28. Februar 1869). 1879 wurde die 22 km lange Bahnstrecke Mailand–Saronno fertiggestellt und 1884 die 51 km lange Bahnstrecke Saronno–Laveno.
Im Jahr 1924 wurde die Gemeinde in den Bezirk Gallarate der Provinz Mailand eingegliedert. Nach der Gemeindereform von 1926 wurde die Gemeinde Saronno von einem Podestà verwaltet. Im Jahr 1927 wurde die Gemeinde der Provinz Varese zugeschlagen. Im Jahr 1928 wurden die aufgelösten Gemeinden Gerenzano, Origgio und Uboldo zur Gemeinde Saronno zusammengefasst (Königlicher Erlass Nr. . 55 vom 8. Januar 1928). In der Gemeinde lebende Bevölkerung: 27.179 Einwohner (Volkszählung 1931); 29.017 Einwohner (Volkszählung 1936). Nach der Gemeindereform von 1946 wurde die Gemeinde Saronno von einem Bürgermeister, einer Junta und einem Gemeinderat verwaltet. Im Jahr 1946 wurde die Gemeinde Origgio und 1950 die Gemeinden Gerenzano und Uboldo neu gebildet (Gesetz Nr. 395 vom 30. Mai 1950). Im Jahr 1971 hatte die Gemeinde Saronno eine Fläche von 1.084 Hektar.

## Bevölkerung
| Bevölkerungsentwicklung | Bevölkerungsentwicklung | Bevölkerungsentwicklung | Bevölkerungsentwicklung | Bevölkerungsentwicklung | Bevölkerungsentwicklung | Bevölkerungsentwicklung | Bevölkerungsentwicklung | Bevölkerungsentwicklung | Bevölkerungsentwicklung | Bevölkerungsentwicklung | Bevölkerungsentwicklung | Bevölkerungsentwicklung | Bevölkerungsentwicklung | Bevölkerungsentwicklung | Bevölkerungsentwicklung |
| ----------------------- | ----------------------- | ----------------------- | ----------------------- | ----------------------- | ----------------------- | ----------------------- | ----------------------- | ----------------------- | ----------------------- | ----------------------- | ----------------------- | ----------------------- | ----------------------- | ----------------------- | ----------------------- |
| Jahr                    | 1861                    | 1871                    | 1881                    | 1901                    | 1921                    | 1931                    | 1951                    | 1971                    | 1981                    | 1991                    | 2001                    | 2011                    | 2017                    | 2021                    |                         |
| Einwohner               | 6.743                   | 6.976                   | 6.784                   | 9.533                   | 13.734                  | 15.753                  | 21.243                  | 32.638                  | 36.732                  | 38.643                  | 36.895                  | 38.598                  | 39.323                  | 38.476                  |                         |

## Theater und Kino
Erwähnenswert ist das Theater Giuditta Pasta im Stadtviertel Santuario. Neben Theater und Kinderaufführungen stellen auch Tanzensembles anderer Städte dort ihr Können unter Beweis. Saronno verfügt über zwei kommerzielle Kinos (Multisala Saronnese, v. San Giuseppe) und das Cinema Pellico (via P. L. Monti). Das Programmkino Cinema Prealpi rundet das Angebot ab.

## Museen
Das Museo della Ceramica Giuseppe Giannetti zeigt Porzellan, Maiolika und Keramik aus der Sammlung des gleichnamigen Saronneser Industriellen. Es ist eines der bedeutendsten seiner Art in Europa.
An der Via Rimembranze gibt es das Museo delle industrie e del lavoro del Saronnese, ein Eisenbahnmuseum.

## Bauwerke

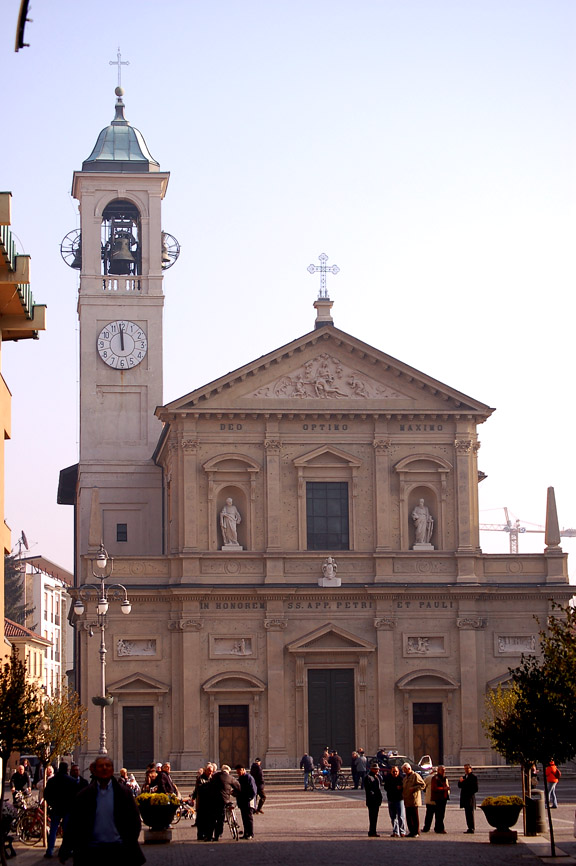
Propsteikirche
Santi Pietro e Paolo

### Sakralbauten
An der zentralen Piazza della Libertà liegt die Propsteikirche Santi Pietro e Paolo. Im Westen befindet sich die Chiesa di San Francesco d’Assisi.
Im Stadtviertel Santuario liegt die Wallfahrtskirche Santuario della Beata Vergine dei Miracoli, deren Grundsteinlegung im Jahr 1498 stattfand. Projektierung und Bauleitung des Renaissancebaus erfolgten durch Giovanni Antonio Amadeo, der auch am Bau des Mailänder Doms mitwirkte. Der Legende nach wurde ein junger Saronneser namens Pedretto nach mehreren Jahren der Bettlägerigkeit an diesem Ort wunderhaft von der Mutter Gottes geheilt, die ihn dann aufforderte, ihr zu Ehren eine Kirche zu errichten. In der Mitte des 16. Jahrhunderts begannen Arbeiten zu einer baulichen Erweiterung, da die Kirche für die vielen Pilger zu klein geworden war.
Weitere zwei Kirchen im Stadtgebiet sind die Chiesa di Sant’Antonio Abate und die Kirche San Giacomo.
|  |  |  |

### Zivilbauten
Neben den Sakralbauten sind auch der Palazzo Visconti, die Casa Morandi, die Casa Canonico und die Villa Gianetti sehenswert. Letztere gehört der gleichnamigen Familie und wurde um 1920 erbaut. Bereits 1923 wurde sie der Stadt übereignet, um zum Dienstsitz des Bürgermeisters zu werden.

## Parks
Der Stadtpark an der Piazza d’Italia gibt sich bescheiden. Ein neuer, großer Innenstadtpark soll 2008 im Südwesten auf einem ehemaligen Industrieareal entstehen. Saronnos Hauspark ist der nördlich der Stadt gelegene PARCO DEL LURA, der erst unlängst sehr ansprechend gestaltet wurde. Er beinhaltet neben Radwegen nordwärts bis nach Cadorago auch einen stadtnah gelegenen Trimm-dich-Pfad, Anlagen zum Picknicken und Spielwiesen. Versteckter Zugang: Von Saronno her der Via Don Volpi nordwärts folgen.
Mit dem PARCO GROANE erreicht man 2 km östlich der Stadt bei Ceriano Laghetto ein weitläufiges flaches Naturgelände, das sich bis zum 15 km südlich gelegenen Bollate ausdehnt. Auf ausgeschilderten Wegen sowie Waldpisten im teils urwüchsigen Gelände kommen Radfahrer und Mountainbiker auf ihre Kosten. Die Website enthält eine gute Karte von Nord- und Südteil zur Orientierung.

## Sport

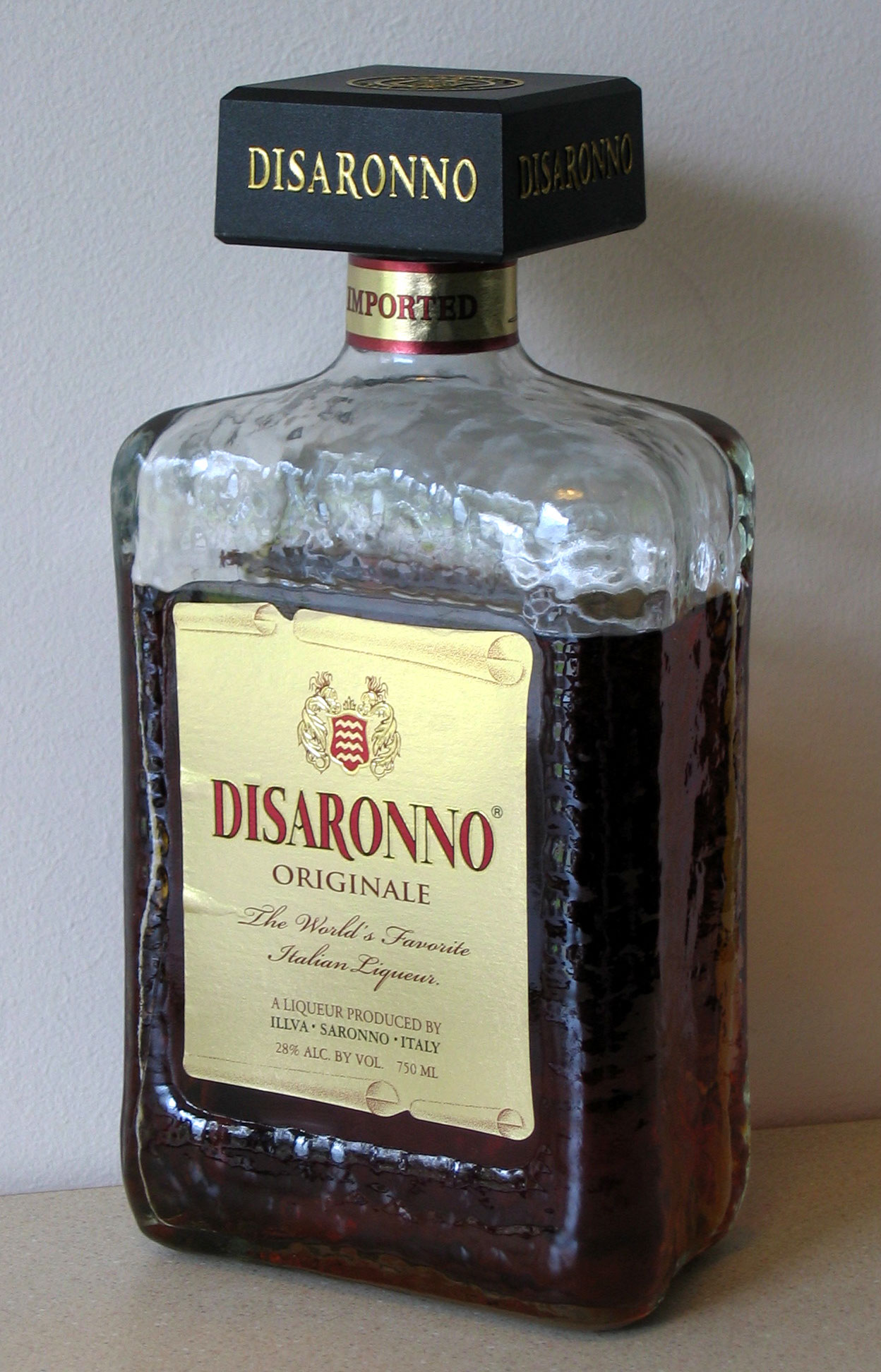
Amaretto Disaronno

Wie in weiten Teilen Italiens nimmt der Fußball (Calcio) eine zentrale Bedeutung des Kommunalsports ein. Saronno hat vier Fußballvereine: FBC Saronno, Amor Sportiva, Robur Saronno und Saronno Calcio.

## Kulinarische Spezialitäten
Mit dem Amaretto Disaronno ist der Stadtname auch jenseits Italiens Grenzen bekannt. Die Amaretti genannten Mandelmakronen sind ebenfalls eine besondere Spezialität Saronnos und werden originär von der Firma Lazzaroni hergestellt und vertrieben. Die kleinen, harten Makronen werden typischerweise in Kaffee getaucht und dann verzehrt. Mit den Amaretti Morbidi sind sie aber auch in weicheren Variante verfügbar – mit Zitronen- oder Mandarinenaroma.

## Wirtschaft
Saronno war Sitz der Lokomotivfabrik Officine Meccaniche di Saronno, die ursprünglich als Zweigwerk der Maschinenfabrik Esslingen gegründet worden war. Das Unternehmen besaß über seine Muttergesellschaft eine Lizenz zum Bau von Zahnradlokomotiven und lieferte demgemäß die meisten Lokomotiven für italienische Zahnradbahnen.

## Verkehrsanbindung

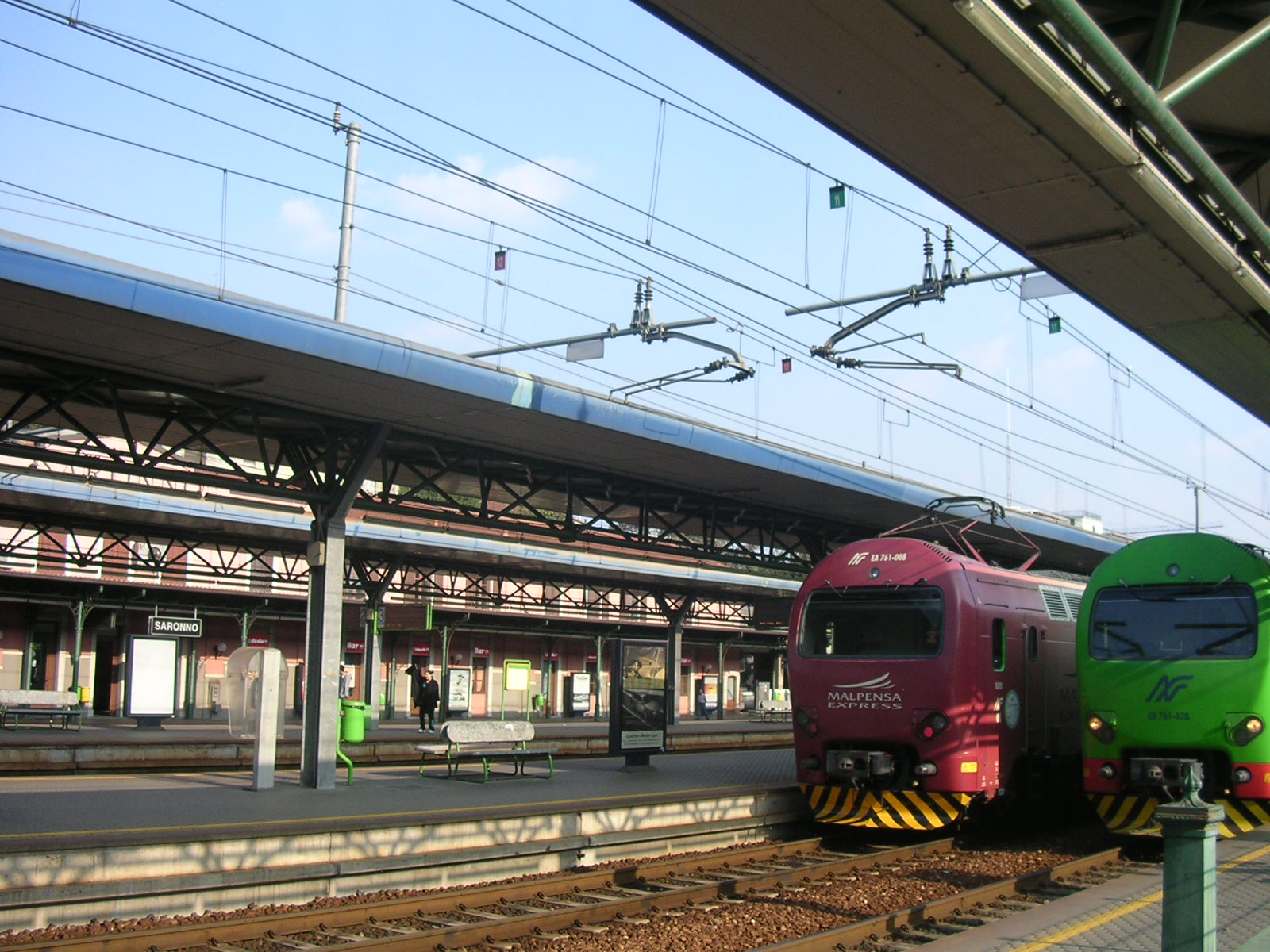
Saronno Hauptbahnhof mit Malpensa Express

Saronno ist Knotenpunkt von Ferrovie Nord Milano, welche die Bahnverbindungen zwischen Mailand einerseits sowie Como, Varese, Laveno und Novara andererseits betreibt. Der Sonderzug Malpensa Express bindet die Stadt ideal an den im Jahr 2000 eröffneten neuen Großflughafen Mailand-Malpensa an. Die Fahrtzeit beträgt 20 Minuten.
Über die Autobahn A9 Mailand-Como-Bellinzona (CH) ist auch eine Fernstraßenverbindung mit eigener Abfahrt vorhanden, die die Landstraßenzufahrten aus Monza (Osten), Busto Arsizio (Westen), Como (Norden) bzw. Garbagnate (Süden) ergänzt. Bei Lainate, südlich von Saronno, mündet die A9 in die A8, welche Mailand mit Varese und dem Lago Maggiore verbindet.

## Bildung
An der Piazza Santuario befindet sich die Civica Sala consigliare e Università.

## Söhne und Töchter

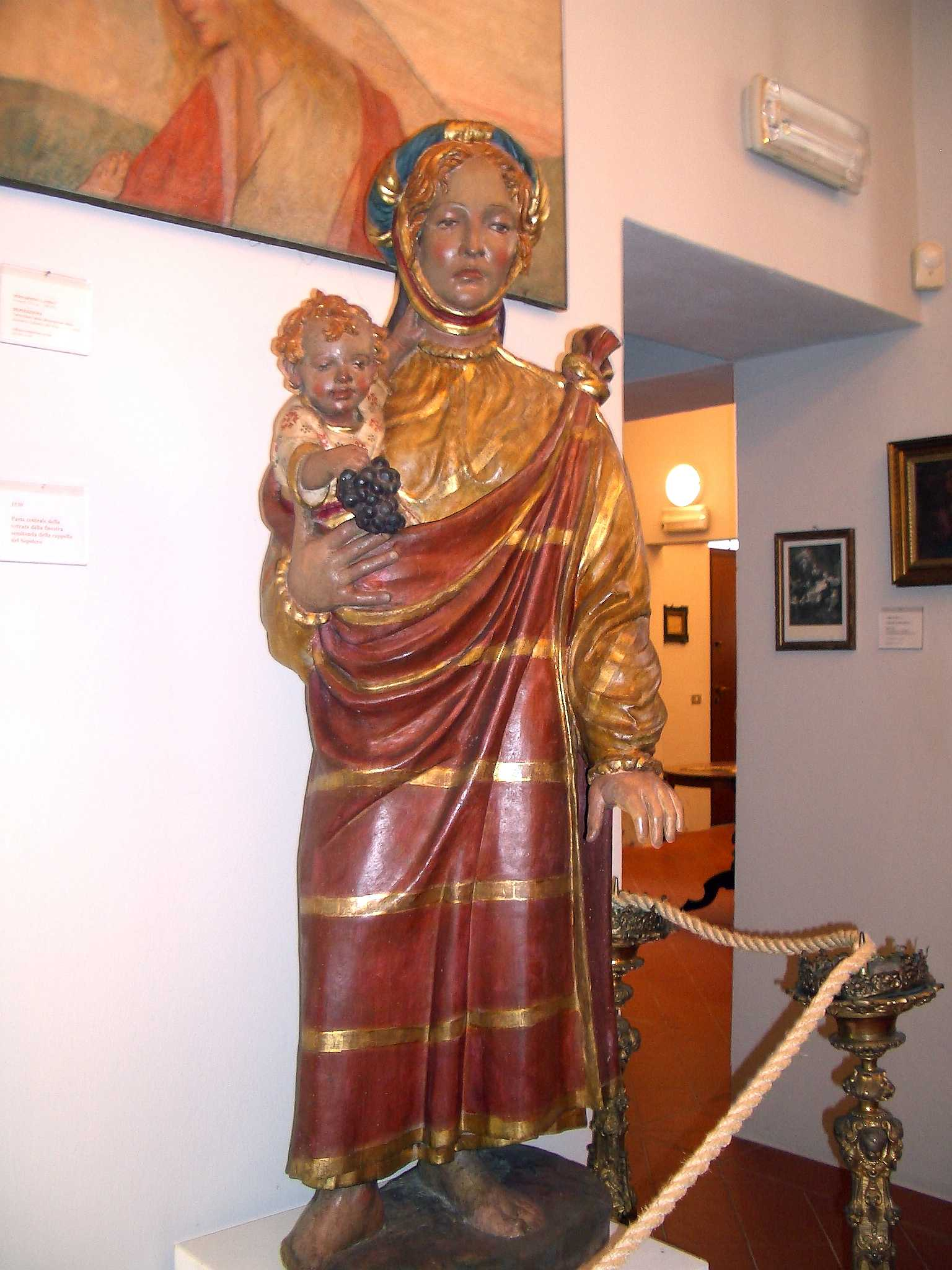
La Gitana von Andrea da Saronno

- Matteo II. Visconti (1319–1355), Adliger
- Andrea Retondi (* um 1475 in Saronno; † um 1547 ebenda) italienischer Holzbildhauer genannt Andrea da Saronno oder Andrea da Milano, aktiv zwischen 1498 und 1547
- Giuditta Pasta (1797–1865), berühmte italienische Opernsängerin
- Ludovico Cattaneo (1872–1936), katholischer Geistlicher, Bischof von Ascoli Piceno
- Hellmut Braun (1913–2008), Orientalist und Bibliothekar
- Erminio De Scalzi (* 1940), katholischer Geistlicher, Weihbischof in Mailand
- Roberto Colciago (* 1968), Automobilrennfahrer
- Dario Frigo (* 1973), ehemaliger Radrennfahrer
- Marco Cattaneo (* 1974), ehemaliger Skilangläufer
- Lorenzo Vismara (* 1975), Schwimmer
- Luca Attanasio (1977–2021), Diplomat und Botschafter
- Alessandro Fei (* 1978), Volleyballspieler
- Christian Murro (* 1978), ehemaliger Radrennfahrer
- Giorgio Fontana (* 1981), Schriftsteller
- Federico Cattaneo (* 1993), Leichtathlet

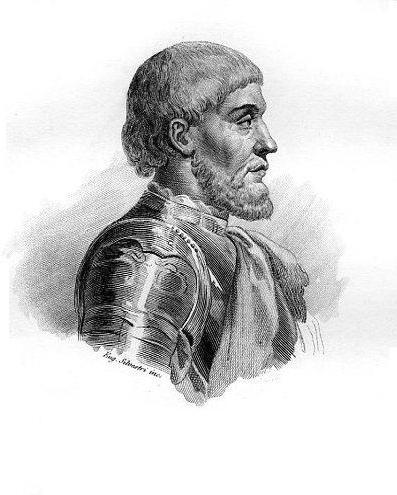
Matteo II. Visconti, Stahlstich, 19. Jahrh.
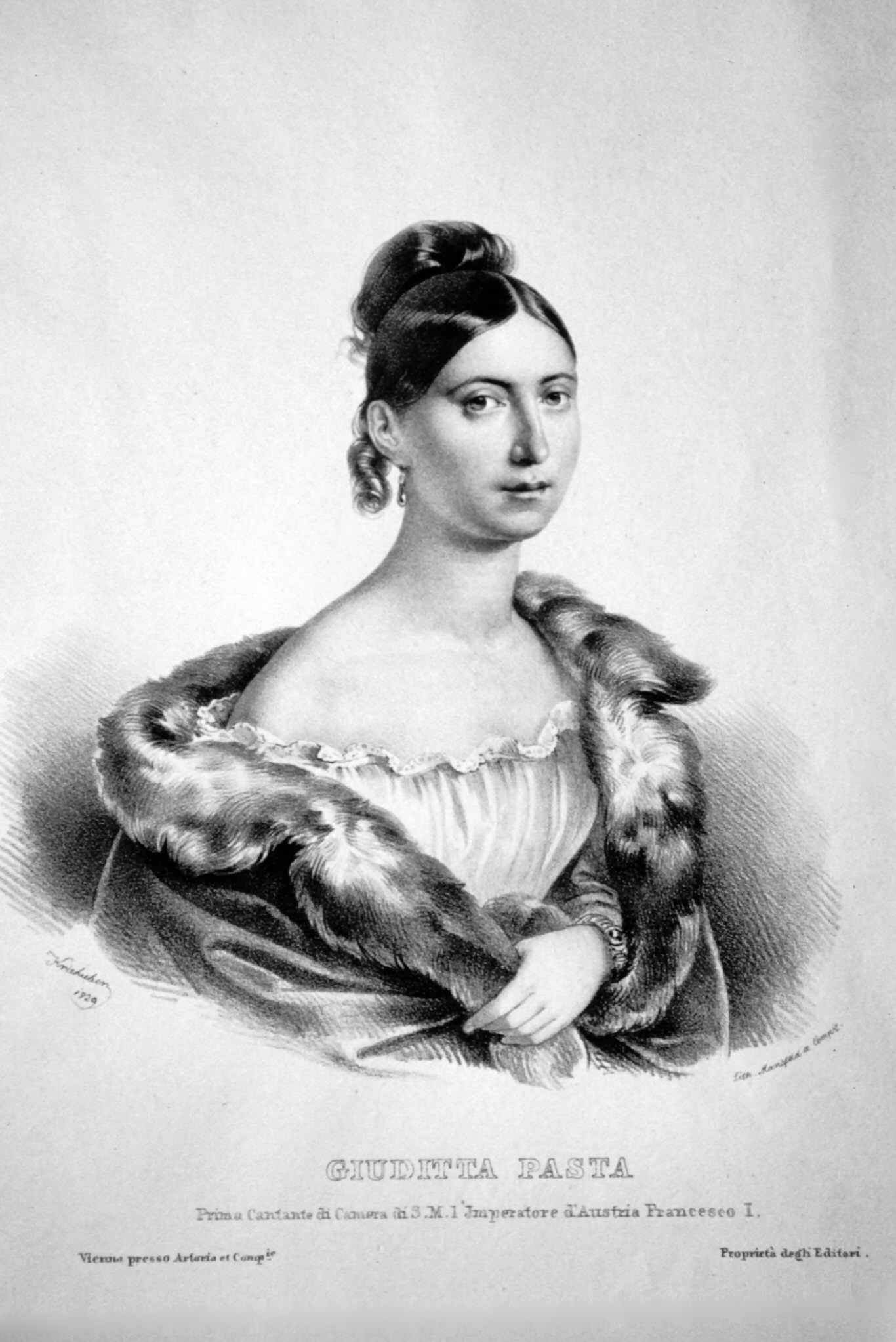
Giuditta Pasta, Lithographie von Josef Kriehuber, 1829
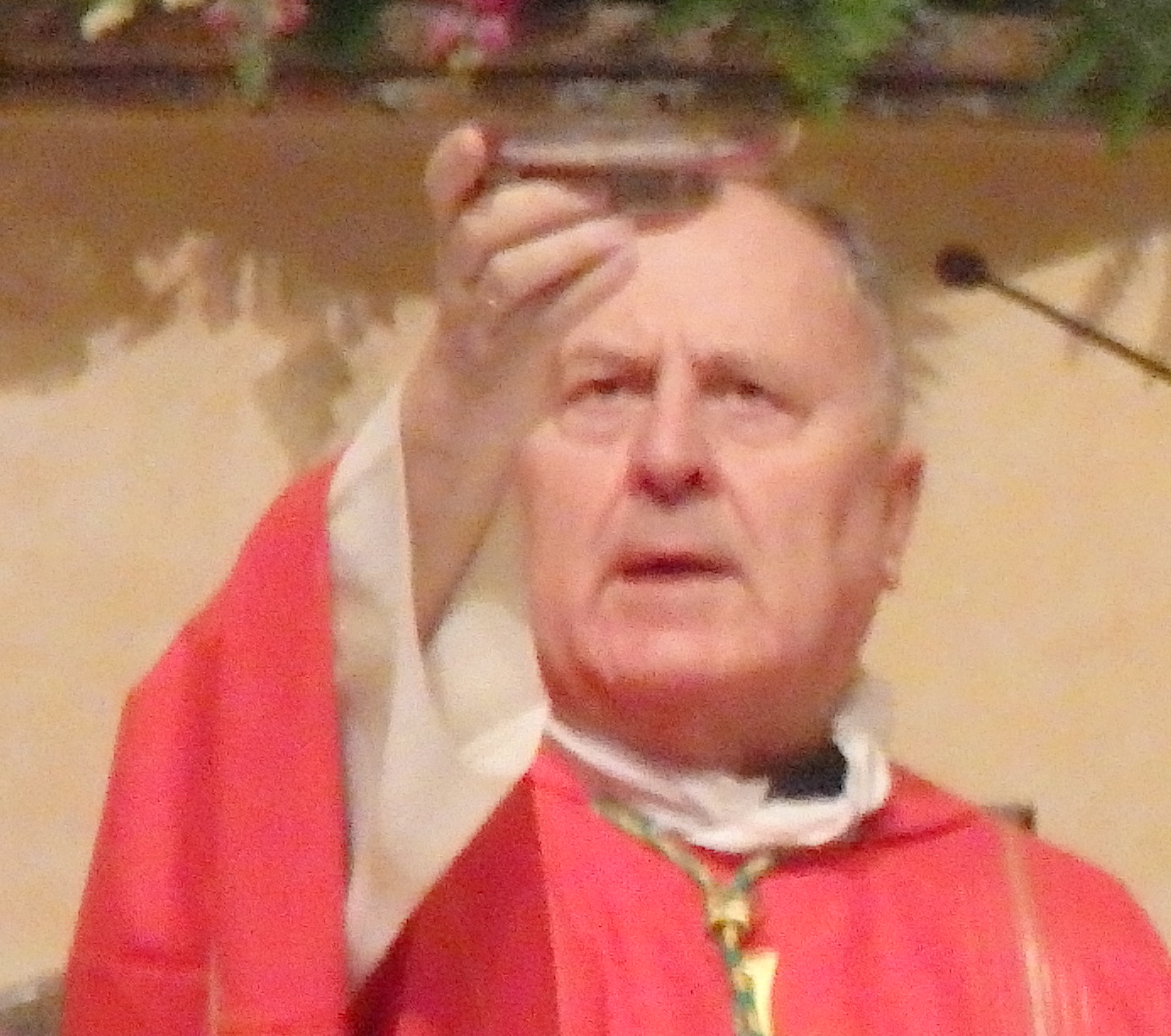
Erminio De Scalzi
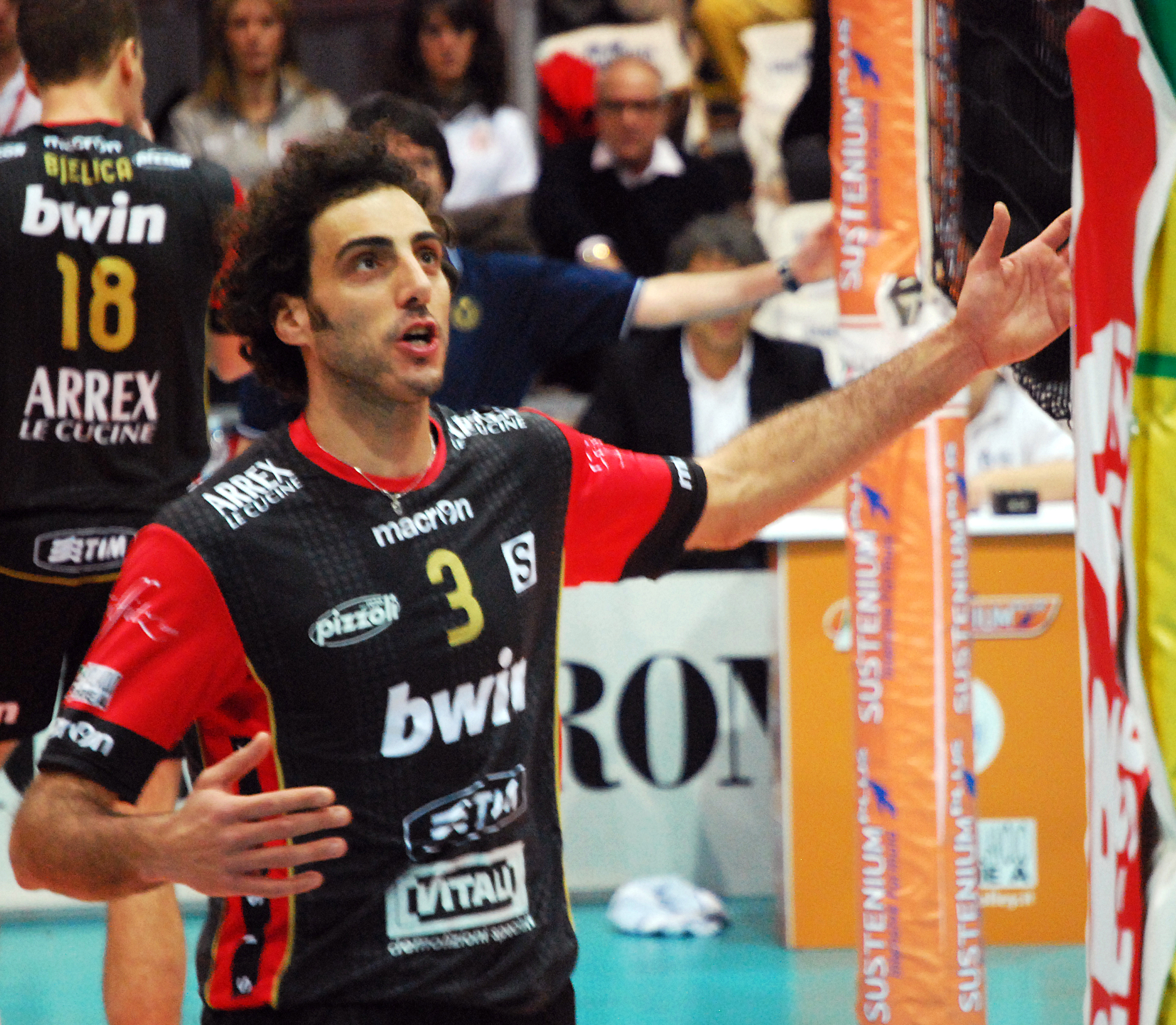
Alessandro Fei
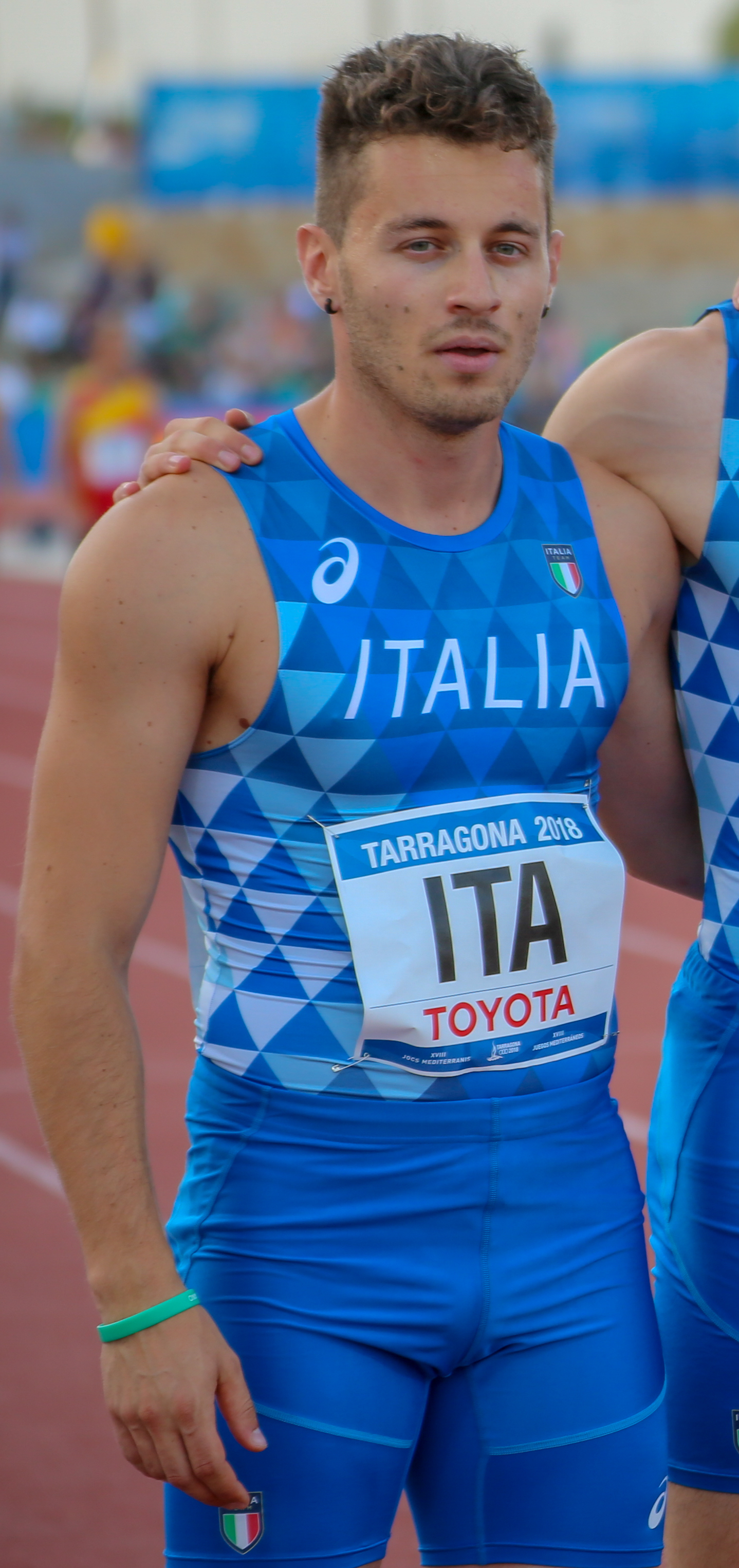
Federico Cattaneo